# Damokloid
Damokloid je nebesko tijelo u Sunčevu sustavu. Vrsta je malog planeta kao što su 5335 Damoklo i 1996 PW. Orbite je analogne orbitama kometa po parametrima: kao komet Halleyjeve vrste ili dugoperiodni visoki ekscentricitet i nagib k enklitici. Ali, ne pokazuju kometnu aktivnost poput kome niti imaju rep. David Jewitt definira damokloid kaoobjekt Tisserandova parametra (TJ) odnosan ka Jupiteru od 2 ili manje, dok Akimasa Nakamura definira ovu skupinu ovim orbitnim kriterijima:
- q < 5,2 AJ, a > 8,0 AJ, i e > 0.75,
- ili alternativno, i > 90°

Ova se definicija ne fokusira na Jupiter jer isključuje objekte kao što su (127546) 2002 XU93, 2003 WG166 i 2004 DA62.
Služeći se Tisserandovim parametru respektivno ka Jupiteru od 2 i manje, trenutno je 155 kandidata za damokloide. Od toga 122 imaju orbitalne opservacijske lukove veče od 30 dana provideći razumno decentne orbite. Prosječni im je promjer 8 km uzimajući albedo od ,04. Albedo četiri damokloida je izmjeren i spadaju među najtamnije objekta Sunčevog sustava. Crvenkaste su boje, ali nisu crveni kao brojni objekti Kuiperova pojasa niti centauri. Ostali damokloidi su: 2013 BL76, 2012 DR30, 2008 KV42,  (65407) 2002 RP120 i 20461 Dioretsa.
Ime su dobili po imenu prvog predstavnika - asteroida 5335 Damoklo. Po stanju od siječnja 2010. godine zna se za 41 damokloid.
Za damokloide se vjeruje da su jezgre kometa Halleyjeve vrste koje su izgubile svu svoju volatilnu tvar zbog isplinjenja i postali spavajuće. Takvi kometi vjerojatno potječu iz Oortova oblaka. Ovu hipotezu pojačava činjenica da se za brojne objekte za koje se mislilo da su damokloidi (i označeni oznakama malih planeta), poslije su pokazale kome i potvrdilo se da su kometi: C/2001 OG108 (LONEOS), C/2002 CE10 (LINEAR), C/2002 VQ94 (LINEAR), C/2004 HV60 (Spacewatch) i moguće ostale. Još jedan snažni pokazatelj kometnog podrijetla je činjenica da neki damokloidi (retrogradni i visoka nagiba imaju retrogradnu orbitu za razliku od ikojih ostalih malih planeta. (Objekti nagiba orbite između 90 i 180 stupnjeva su retrogradne orbite i kruže u suprotnom smjeru od ostalih objekata.)

## Vanjske poveznice
- David Jewitt, A first look at the Damocloids, January 2005 (eng.)